# سیارک ۸۲۷۶
سیارک ۸۲۷۶ (به انگلیسی: 8276 Shigei، نامگذاری:1991FL) هشت هزار و دویست و هفتاد و ششمین سیارک کشف شده‌است که در ۱۷ مارس ۱۹۹۱ کشف شد.
قدر مطلق سیارک برابر ۱۳٫۵۰ است.